# State of Decay 2
State of Decay 2 é um jogo eletrônico de sobrevivência de zumbis desenvolvido pela Undead Labs e publicado pela Microsoft Studios para o Xbox One e Windows 10. O jogo foi lançado em 22 de maio de 2018.
É a sequência de seu jogo original de 2013, State of Decay, lançado originalmente no Xbox 360.

## Jogabilidade
O State of Decay 2 é um videogame de sobrevivência de zumbis de mundo aberto desenvolvido pela Undead Labs e publicado pela Microsoft Studios. É uma sequência do jogo eletrônico de 2013 State of Decay. O jogo foi lançado em 22 de maio de 2018 para Windows e Xbox One. Como seu antecessor, os jogadores são obrigados a construir uma comunidade, gerenciar recursos e sobreviver contra a horda de zumbis. O jogo recebeu críticas mistas dos críticos, que elogiaram sua dificuldade, pontuação musical e combate, mas criticaram os problemas técnicos e a falta de profundidade na mecânica de sobrevivência e gerenciamento.
State of Decay 2 é um jogo de sobrevivência zumbi, com ênfase na busca de itens, nos quais a experiência de jogo é vista na terceira pessoa. O jogo se passa em um ambiente de mundo aberto e apresenta jogabilidade cooperativa com até três outros jogadores.

## Desenvolvimento e lançamento
O State of Decay 2 foi desenvolvido pela Undead Labs e publicado pela Microsoft Studios. O jogo está sendo desenvolvido usando o Unreal Engine 4. O jogo foi anunciado em 13 de junho de 2016, no briefing da Microsoft no E3 Xbox. O jogo estava programado para ser lançado em 2017 para o Windows 10 e o console de videogame Xbox One. No briefing da Microsoft na E3 2017 para Xbox, foi anunciado que o jogo seria lançado na primavera americana de 2018. Além disso, o jogo também estará disponível para jogar sem custo para os assinantes do Xbox Game Pass no lançamento do jogo, como em todos os próximos títulos da Microsoft Studios. O State of Decay também será vendido como um título do Xbox Play-Anywhere, além de suporte entre jogadores do Windows 10 e Xbox.

### Conteúdo disponível para download
Em 12 de setembro de 2018, o pacote DLC Daybreak foi lançado. Este DLC adicionou um novo modo de jogo no qual o objetivo é proteger um objetivo enquanto enfrenta ondas de inimigos cada vez mais difíceis. As recompensas obtidas no modo de jogo Daybreak podem ser usadas no modo de jogo padrão, permitindo o acesso a equipamentos e personagens exclusivos.
Em 11 de junho de 2019, um novo pacote de expansão para o jogo, Heartland, foi lançado, apresentando novas missões, personagens e novos tipos de inimigos. A expansão se passa em Trumbull Valley, o cenário do primeiro jogo.
Alessandro Barbosa, da GameSpot, deu ao State of Decay 2 um 5/10, aproveitando o combate satisfatório, mas enfrentando a falta de profundidade em seus sistemas de sobrevivência e a quantidade de bugs; ele achava que "State of Decay 2 às vezes parece uma representação muito real da realidade mundana que sobrevive a um apocalipse zumbi".  Dan Stapleton, da IGN, também não gostava dos bugs e da falta de profundidade do jogo, principalmente com o estilo de jogo de tabuleiro. No entanto, ele elogiou o combate, chamando-o de "simples, mas satisfatório", e a variedade de zumbis e o medo persistente da morte permanente; ele concedeu um 7,5 / 10.

### Comercial
Em 25 de maio de 2018, a Microsoft anunciou que mais de 1 milhão de jogadores haviam jogado o jogo desde seu lançamento, e em 4 de junho de 2018 essa marca havia excedido 2 milhões de jogadores. Em junho de 2018, foi anunciado que o State of Decay 2 ultrapassava 3 milhões de jogadores e, em agosto de 2019, ultrapassava 10 milhões.

## História
O segundo jogo da franquia ainda não possui uma história profunda, mas apesar de ter deixado mais perguntas do quê respostas existe uma cronologia que ajuda a contar o que aconteceu após os eventos do primeiro jogo no Vale Trumbull. Começando pela DLC Heartland que se passa entre SoD e SoD2 onde é possível escolher entre duas duplas de personagens sendo a primeira Larisse Daves que foi junto com a sua tia Fiona Daves ao Vale Trumbull em busca de seu pai Mickey Wilkerson, ou Quincy Maxwell um ex-presidiário que junto com Helena Cruz uma jovem policial idealista foram enviados por Lily Ritter para investigar o motivo do radio do Ray Santos está em silêncio há muito tempo.
Independente da escolha o jogador monta uma base em um posto de combustível abandonado chamado Junção Jurassic e mais pra frente vai cruzar caminho com o Capitão Logan que nos apresenta a Drª. Hoffmann uma militar cientista, antes ele explica que o exército voltou ao Vale Trumbull para investigar a peste sanguínea que havia sofrido mutações, porém eles não contavam que o problema era muito mais sério, e se depararam com todo o vale infestado de paredes pestilentas. Com a falha do plano o exercito tenta abortar a missão, mas durante a madrugada alguma coisa ou alguém destruiu as duas pontes que ligavam a saída do vale impedindo a retirada do exército. A Drª. Hoffmann logo explica ao jogador que é preciso abrir caminho através das paredes pestilentas na cidade de Marshall até a biblioteca, pois ela acredita que lá é o marco zero dessa infecção.
Entre esse tempo uma voz no rádio com o nome de IzzBee (Isabella Reyes) pede ajuda para ativar uma inteligência artificial misteriosa chamada CLEO, que segundo ela os agentes da garra vermelha tentam usa-la para conseguir recursos. Após ativado a CLEO envia suprimentos de qualidade ao jogador, em seguida IzzBee pode ser ou não convidada a juntar-se ao seu grupo.
Seguindo com a missão, logo após destruir todas as paredes e abrir caminho até a biblioteca é descoberto uma cápsula da CLEO que provavelmente caiu do céu deixando um mistério no ar, a DLC acaba com a Drª. Hoffmann ativando a cápsula passando a entender que aquilo mudaria o destino da humanidade.
Seguindo para a campanha principal do SoD2 que se passa após os eventos de Heartland, é possível se mudar para o Vale Trumbull com um grupo novo, também é possível notar que todas as paredes pestilentas estão mortas e em Marshall encontramos com Tressie Huerta que após os eventos de Heartland, percebeu que as vagens infectadas sofreram algum tipo de mutação molecular. Inclusive ela revela que quando o exercito retornou ao Vale eles estavam a procura de pessoas capacitadas em medicina molecular.
Isabella Reyes, Drª. Hoffmann e Mickey Wilkerson se juntaram para tentar usar a inteligência artificial CLEO como arma contra os infectados, algumas missões são realizadas nesse meio tempo mas existem duas que se destacam. A primeira é que a antiga base na Junção Jurassic foi completamente destruída e que provavelmente a Isabella foi a responsável pelo ocorrido, se sentindo culpada pela morte de seus colegas, levantando a suspeita de que os protagonistas da DLC Heartland não sobreviveram. E a segunda é que o Ray Santos desenvolveu câncer e que parece ser hereditário, pois seu tio e seu pai morreram da mesma doença, Mickey Wilkerson resolve deixar as diferenças de lado entre suas famílias e resolve das apoio a Ray Santos em seus últimos dias.
No fim quando a CLEO é restaurada ela é montada na base do jogador e assim que é ativada elimina qualquer zumbi que se aproxime demais da zona segura. Depois disso a Drª.Hoffmann e a Isabella se despedem de todos e partem do Vale Trumbull deixando algumas dúvidas no jogador, pois é possível encontrar um bilhete de um soldado dizendo que a Drª.Hoffmann não ficou surpresa quando se deparam com as paredes pestilentas, e alguns sobreviventes falam através do rádio que desconfiam do envolvimento do governo em relação ao surto, fazendo o jogador se perguntar de onde veio essa inteligência artificial, qual a ligação dela com os infectados e por quê ela guarda tantos recursos como armas e munições. Somente com o próximo título da franquia para obtermos respostas.